# Phasmodes
Phasmodes is een geslacht van rechtvleugeligen uit de familie sabelsprinkhanen (Tettigoniidae). De wetenschappelijke naam van dit geslacht is voor het eerst geldig gepubliceerd in 1843 door Westwood.

## Soorten
Het geslacht Phasmodes omvat de volgende soorten:
- Phasmodes jeeba Rentz, 1993
- Phasmodes nungeroo Rentz, 1993
- Phasmodes ranatriformis Westwood, 1843